# Championnat de Malte de football 2023-2024
Navigation
Saison 2022-2023 Saison 2024-2025
La saison 2023-2024 de Premier League maltaise est la 109e édition du championnat de Malte de football. Le plus haut niveau du football maltais, organisé par la Malta Football Association, oppose cette saison quatorze clubs en une série de  matchs aller et retour au sein d'une poule unique.
Le tenant du titre, Hamrun Spartans FC, défend son titre.
Le championnat passe la prochaine saison de quatorze à douze équipes de ce fait il y quatre clubs rélégués en fin de saison.
La saison se conclut sur le 10e titre des Hamrun Spartans.
La saison est marquée par la relégation historique du Valletta FC, le club aux 25 titres de champion, 14 coupes et 13 supercoupes de Malte.

## Équipes participantes
- Hamrun Spartans FC
- Birkirkara FC
- Gzira United FC
- Hibernians FC
- Balzan FC
- Mosta FC
- Floriana FC
- Valletta FC
- Sirens FC
- Gudja United FC
- Marsaxlokk FC
- St. Lucia FC
- Sliema Wanderers FC - promu de D2
- Naxxar Lions FC - promu de D2

## Compétition

### Format
Chacune des quatorze équipes participant au championnat s'affronte en une série de  matchs aller et retour au sein d'une poule unique, pour un total de 26 matchs.
Les équipes sont classées selon leur nombre de points, lesquels sont répartis comme suit : trois points pour une victoire, un point pour un match nul et zéro point pour une défaite. Pour départager les égalités, les critères suivants sont utilisés :
1. Match d'appui disputé sur terrain neutre pour les places européennes ou le titre de champion
2. Différence de buts particulière
3. Différence de buts générale
4. Nombre de buts marqués

### Classement
| Rang | Équipe                  | Pts | J  | G  | N  | P  | Bp | Bc | Diff |
| ---- | ----------------------- | --- | -- | -- | -- | -- | -- | -- | ---- |
| 1    | Hamrun Spartans FC T S  | 62  | 26 | 19 | 5  | 2  | 61 | 16 | +45  |
| 2    | Floriana FC             | 57  | 26 | 18 | 3  | 5  | 53 | 19 | +34  |
| 3    | Sliema Wanderers FC P C | 50  | 26 | 14 | 8  | 4  | 34 | 12 | +22  |
| 4    | Marsaxlokk FC           | 43  | 26 | 12 | 7  | 7  | 40 | 23 | +17  |
| 5    | Birkirkara FC           | 36  | 26 | 9  | 9  | 8  | 28 | 27 | +1   |
| 6    | Naxxar Lions FC P       | 35  | 26 | 9  | 8  | 9  | 32 | 35 | -3   |
| 7    | Hibernians FC           | 35  | 26 | 9  | 8  | 9  | 29 | 28 | +1   |
| 8    | Balzan FC               | 34  | 26 | 8  | 10 | 8  | 26 | 28 | -2   |
| 9    | Gzira United FC         | 33  | 26 | 9  | 6  | 11 | 38 | 33 | +5   |
| 10   | Mosta FC                | 31  | 26 | 7  | 10 | 9  | 19 | 32 | -13  |
| 11   | St. Lucia FC            | 30  | 26 | 8  | 6  | 12 | 25 | 41 | -16  |
| 12   | Valletta FC             | 27  | 26 | 6  | 9  | 11 | 26 | 31 | -5   |
| 13   | Sirens FC               | 16  | 26 | 3  | 7  | 16 | 17 | 50 | -33  |
| 14   | Gudja United FC         | 6   | 26 | 0  | 6  | 20 | 14 | 67 | -53  |

Qualifications européennes
Ligue des champions 2024-2025
- 1er :  premier tour de qualification

Ligue Conférence 2024-2025
- C :  deuxième tour de qualification
- 2e et 4e :  premier tour de qualification

Relégation en Challenge League 2024-2025
- 11e au 14e :  relégation

Abréviations

## Bilan de la saison
| Championnat de Malte de football 2023-2024 |                                |
| Champion                                   | Hamrun Spartans FC (10e titre) |
| Coupes et trophées                         |                                |
| Vainqueur de la Coupe de Malte 2023-2024   | Sliema Wanderers FC            |
| Qualifications continentales               |                                |
| Ligue des champions de l'UEFA 2024-2025    | Hamrun Spartans FC             |
| Ligue Conférence 2024-2025                 | Sliema Wanderers FC            |
| Ligue Conférence 2024-2025                 | Floriana FC                    |
| Ligue Conférence 2024-2025                 | Marsaxlokk FC                  |
| Promotions et relégations                  |                                |
| Promus en Premier League                   | Melita FC                      |
| Promus en Premier League                   | Zabbar St. Patrick FC          |
| Relégués en Challenge League               | St. Lucia FC                   |
| Relégués en Challenge League               | Valletta FC                    |
| Relégués en Challenge League               | Sirens FC                      |
| Relégués en Challenge League               | Gudja United FC                |